# Altynai Assylmuratowa
Altynai Abduachimowna Assylmuratowa (russisch Алтынай Абдуахимовна Асылмуратова, wiss. Transliteration Altynaj Abduachimovna Asylmuratova; kasachisch Алтынай Абдуахимқызы Асылмұратова, Transkription Altynai Abduachimqysy Assylmuratowa; geboren am 1. Januar 1961 in Alma-Ata, Kasachische SSR, Sowjetunion) ist eine aus Kasachstan gebürtige, ehemalige Primaballerina, die seit 2015 Ballettdirektorin an der Astana Opera ist.

## Leben
Altynai Assylmuratowa wuchs in Alma-Ata in einer Familie auf, die über Generationen im professionellen Ballett tätig war. Die Eltern hatten sich dort kennengelernt und geheiratet. Der Vater Abduachim Assylmuratow war Solotänzer am kasachischen Abai-Opernhaus, die Mutter Galina Sidorowa, Tänzerin aus Leningrad, war wegen der Belagerung der Stadt im Zweiten Weltkrieg mit ihrer Familie nach Alma-Ata evakuiert worden.
1978 absolvierte Altynai Assylmuratowa bei Inna Borissowna Subkowskaja die Waganowa-Ballettakademie in Leningrad. Von 1978 bis 1999 war sie Tänzerin am dortigen Kirow-Theater, das ab 1992 wieder Mariinski-Theater hieß. Betreut von ihrer Lehrerin Olga Nikolajewna Moissejewa, wirkte sie dort in der Kompanie ab 1982 als Solistin, ab 1987 als Primaballerina.
Darüber hinaus machte sie international Karriere, zu Zeiten der Perestroika und vor allem nach dem Ende der Sowjetunion. Als erste sowjetische Ballerina war sie bereits 1988 Gastsolistin beim American Ballet Theatre in New York. Außerdem war sie Gastsolistin von 1989 bis 1993 am Royal Ballet London und von 1995 bis 1997 am Ballet National de Marseille von Roland Petit. Weitere Gastspiele gab sie an der Mailänder Scala und an der Pariser Oper.
Zum Repertoire ihrer Hauptrollen zählten die klassischen Ballette Schwanensee, Dornröschen, Giselle, Don Quixote und La Bayadère, aber auch Choreographien von Michel Fokine wie Der Feuervogel und Les Sylphides und moderne Klassiker wie Romeo und Julia. Sie tanzte in Choreographien von George Balanchine, Jerome Robbins, Frederick Ashton, Kenneth MacMillan, Natalja Makarowa, Rudolf Nurejew und Maurice Béjart. Zu ihren Tanzpartnern gehörten u. a. Konstantin Saklinski, Faruch Rusimatow, Igor Selenski und Irek Muchamedow. „Schönheit der Linien und ausdrucksstarkes Schauspiel“, so wurden Assylmuratowas Qualitäten von Ballettexperten beschrieben. Ihr Können umfasse sowohl die Raffinesse des klassischen Balletts wie auch die Freiheiten moderner Choreographien.
Auf dem Höhepunkt ihrer Laufbahn, 1999, wechselte sie in den Lehrberuf. An der pädagogischen Fakultät der Waganowa-Ballettakademie wurde sie im Jahr 2000 zur Vizerektorin und künstlerischen Leiterin der Akademie ernannt, 2001 zur Professorin. Als 2013 Nikolai Maximowitsch Ziskaridse trotz einer Protestpetition vieler Akademiemitarbeiter Rektor dieser Institution wurde, legte sie ihr Amt nieder. Bis März 2014 ging sie dann ans Michailowski-Theater, das frühere Maly-Theater, wo sie als Beraterin des Generaldirektors tätig war.
2015 zog Assylmuratowa zurück nach Kasachstan und wurde künstlerische Direktorin des Balletts an der Astana Opera. 
Gleichzeitig war sie, ernannt von Staatschef Nursultan Nasarbajew, von 2016 bis 2022 Rektorin der Kasachischen Ballettakademie. 2022 wechselte sie auf den Posten der künstlerischen Leiterin.

## Privates
Altynai Assylmuratowa ist mit dem Balletttänzer und Akademielehrer Konstantin Jewgenjewitsch Saklinski verheiratet. Die gemeinsame Tochter Anastasia Saklinskaja (* 1993) wurde auch Balletttänzerin. Seit 2015 sind Ehemann und Tochter ebenfalls an der Astana Opera tätig, er als Lehrer und Repetitor, sie als Solistin.

## Auszeichnungen (Auswahl)
- 1983: Verdiente Künstlerin der RSFSR
- 1999: Golden Soffit für Carmen von Roland Petit
- 2001: Volkskünstlerin Russlands
- 2013: Orden der Freundschaft
- 2016: Orden Parasat (Kasachstan)